# Burgrave

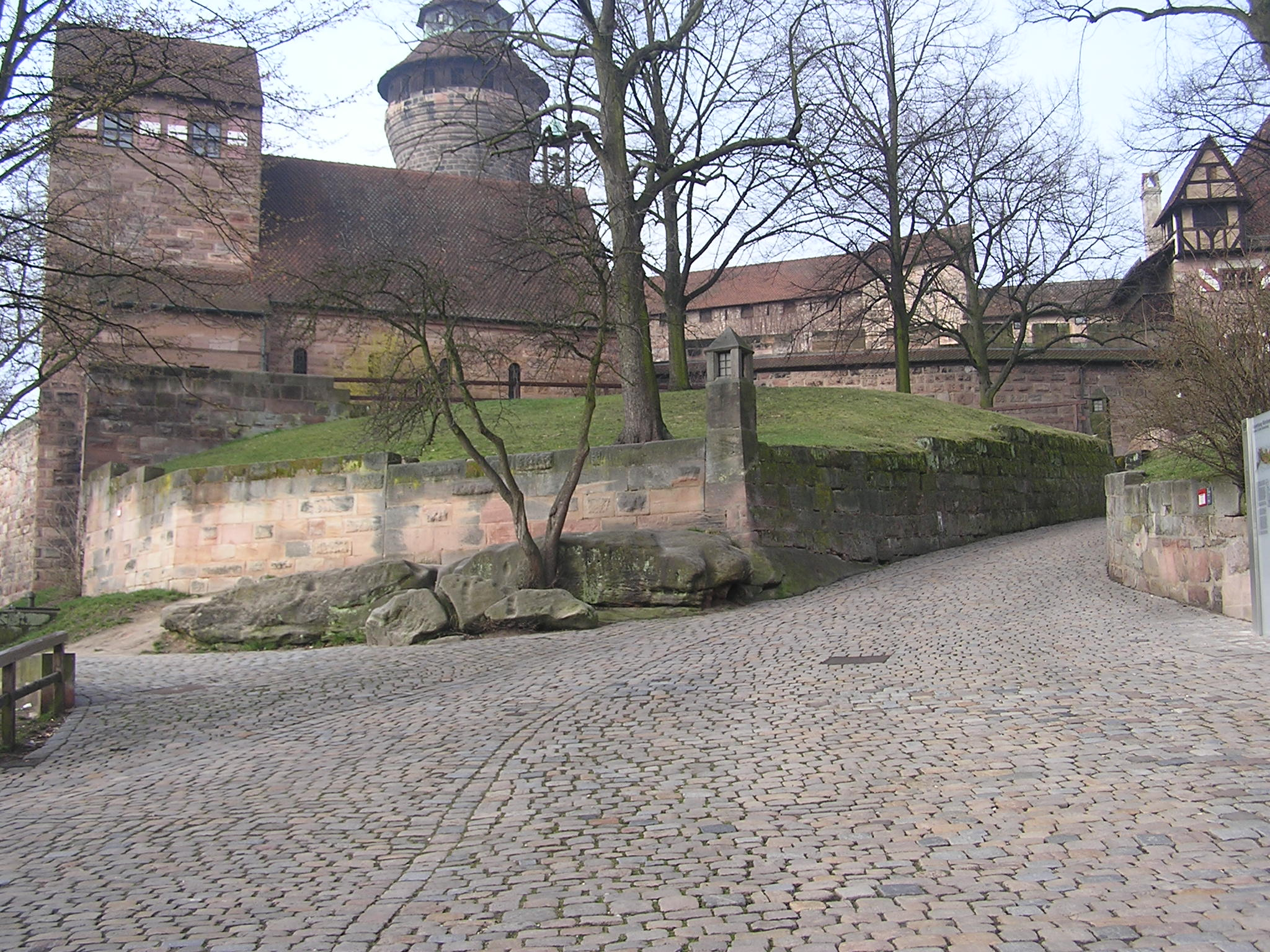
Ejemplo de Burggrafenburg, donde habitaban los burgraves en Núremberg.

Un burgrave es el gobernante de un castillo o de una ciudad fortificada. El nombre deriva de la forma alemana Burggraf y del neerlandés Burggraaf, como rango por encima de Barón pero por debajo de Graf (Conde), o burch-graeve (en latín medieval: burcgravius o burgicomes).
- El título es equivalente originalmente al de castellano o châtelain, que significa el que protege el castillo o ciudad fortificada (ambos pueden ser llamados Burg en alemán, burg en neerlandés).
- En Alemania, debido a las peculiares condiciones del Sacro Imperio Romano Germánico, a pesar de que el oficio de burgrave se había convertido en una sinecura para finales del siglo XIII, el título, que llevaban nobles feudales con el estatus de Reichsfürst (‘príncipe del Imperio’), obtuvo un significado quasiprincipesco.

Existían cuatro burgraviatos -situándose como principados- dentro del Sacro Imperio Romano Germánico:
- El Burgraviato de Amberes (en la presente Bélgica),
- El Burgraviato de Friedberg,
- El Burgraviato de Magdeburgo,
- El Burgraviato de Núremberg, creado en 1060 por el emperador Enrique IV para la casa de Vohburg, y después pasó a la Casa de Hohenzollern, que desde Federico I, emperador del Sacro Imperio, mantuvo en posesión hasta 1801.

Fue todavía incluido entre los títulos subsidiarios de varios príncipes alemanes (semi)soberanos y el rey de Prusia, cuyos ancestros eran burgraves de Núremberg durante más de 200 años, quienes conservaron el título adicional de Burggraf von Nürnberg. El Gran Duque de Luxemburgo ostenta como título subsidiario "Burgrave de Hammerstein".
- En los Países Bajos, el rango de burggraaf se desarrolló en la nobleza como equivalente de vizconde.
- En la Mancomunidad Polaca-Lituana (1569-1795), el cargo tenía rango senatorial (es decir, con derecho a un asiento en la cámara alta de la sejm o dieta); con la excepción de su primera, la burgrabia de la antigua capital Cracovia, estos castellanos eran diputados del (igualmente senatorial) voivode provincial.